# Zheravna Glacier
Zheravna Glacier är en glaciär i Antarktis. Den ligger i Sydshetlandsöarna. Argentina, Chile och Storbritannien gör anspråk på området. Zheravna Glacier ligger 95 meter över havet.
Terrängen runt Zheravna Glacier är kuperad. Havet är nära Zheravna Glacier söderut. Trakten är glest befolkad. Närmaste befolkade plats är Maldonado Station, 11,3 kilometer norr om Zheravna Glacier. 